# 五井輝
五井 輝（ごい てる　英: teru goi　本名：五井輝雄、1945年5月8日 − 2008年5月10日）は、北海道生まれの舞踏家。舞人蠱房主催。

## 略歴
1966年〜1976年、藤井公・藤井利子の東京創作舞踊団に所属。1966年、土方巽の舞台「トマト」に参加。土方巽や大野一雄らに継ぐ第2世代の舞踏家として活躍。
2008年5月10日、肝硬変のため、東京都あきる野市の病院で死去、享年63。

## 代表作
- 「鶏冠」
- 「かくなす」
- シリーズ「都我風祭節」
- シリーズ「納屋」
- 舞踏フェスティバル’85「小懺悔」
- シリーズ「馬糞風」
- シリーズ「下座」
- 「墨鯨」
- 1988年 シリーズ「坐蠱」初演
- 1990年 シリーズ「地下」初演　plan B　音楽：臼稲生（NAOTOSHI USUI改）
- 1991年 シリーズ「稽首」初演
- 1992年 「稽首 II」、9月 中野テルプシコール 8人の男達による舞踏ソロ -第八晩-
- 1993年 DANCE 東風、12月 スパイラルホール 竹屋啓子コンテンポラリー ダンス カンパニー
- 1998年「捨石」5月 中野 plan B
- 1998年「熊笹の墓標」、10月 中野テルプシコール、10月 舞踏八晩 -巽の方角へ　第一晩-
- 2004年 「音江山」ソロ  11月 中野テルプシコール
- 2007年 五井輝 独舞公演 「神居」遺作   10月 中野テルプシコール

## 受賞
- 1983年度 第15回  舞踊批評家協会
- 2004年度 第36回  舞踊批評家協会賞受賞

## 関連事項
- 暗黒舞踏
- ダンス
- 舞踏
- 芸術
- 舞台芸術
- モダン・ダンス
- ポストモダン・ダンス
- コンテンポラリー・ダンス